# Nicolae Alevra
Nicolae Alevra (n. 21 ianuarie 1871, Bogdănești, județul Baia – d. 16 iulie 1936, Palanca, județul Bacău) a fost un militar român, care a deținut funcția de ministru de comunicații în primul guvern Iuliu Maniu. A fost de asemenea senator de drept.
Educația militară a început-o la Școala Fiilor de Militari din Iași, continuând-o apoi la București, unde a absolvit în 1891 Școala militară de Artilerie cu gradul de sublocotenent. A făcut studii la Gratz, apoi la Școala Superioară de Război.
Nicolae Alevra a servit în timpul Primului Război Mondial, fiind ridicat în 1917 la gradul de general de brigadă, îndeplinind funcția de Subșef al Marelui Cartier General. În 1922 s-a retras din armată pentru a se dedica scrisului, în decembrie 1927 devenind membru al Partidului Național Țărănesc, care l-a propulsat în funcția de ministru de comunicații.
În această calitate a mers din partea guvernului la locul accidentului feroviar din stația Boboc, unde în aprilie 1929 un tren deraiat a produs moartea a douăzeci de persoane și rănirea altor câteva zeci.
Generalul Alevra Nicolae a apreciat că doctrina militară națională trebuie dezvoltată prin afirmarea principiului „națiunii înarmate”. Apreciind că după realizarea Marii Uniri România va continua să aibă dușmani, considera că singurul război acceptabil era războiul de apărare. Recunoașterea meritelor sale a fost  încununată de acordarea titlului de membru titular al Academiei de Științe din România, la data de 21 decembrie 1935.

## Lucrări
- Necesitatea unei noi legi de recrutare – 1912;
- Armata de rezervă – 1913;
- Caracteristicile generale ale unora dintre instituțiile noastre militare – 1913;
- Noi probleme de organizare – 1913;
- Modificarea constituției și Armata – 1914;
- Câteva observațiuni asupra unora dintre regulamentele noastre – 1915;
- Stabilirea răspunderilor asupra pregătirii armatei pentru război – 1918;
- Minoritățile și serviciul militar – 1924;
- Alevra, Nicolae (1925), Opera Generalului Mărdărescu, București: Socec
- Birocrația în armată – 1927;
- Legile militare – 1928;
- Reducerea serviciului militar – 1928;
- Organizarea armatei – 1930;
- 'Oamenii politici și apărarea națională – 1931;
- Noi concepte de organizare militară – 1934;
- Omogenitatea armatei – 1936;
- Problema efectivelor armatei – 1934;
- Imponderabili la război. Studiu social militar – 1936.